# Milano-Venezia Express
De Milano-Venezia Express was een luxe dagtrein op de verbinding tussen Milaan en Venetië.

## CIWL
Na de succesvolle introductie van de eerste Pullman-trein tussen Milaan en de Riviera in 1925 volgden op 1 juli 1926 twee nieuwe luxetreinen. De ene reed naar Montecatini Terme de andere naar Venetië. De Compagnie Internationale des Wagons-Lits (CIWL) besloot om een vroege verbinding met een dagtrein aan te bieden tussen Milaan en Venetië. De Pullman-trein reed een paar uur eerder dan de Simplon Oriënt Express. De trein reed alleen zomers van 1926 tot en met 1929. Na de Beurskrach van 1929 keerde de trein niet meer terug in de dienstregeling en moesten de luxe reizigers weer gebruikmaken van de Simplon Oriënt Express.